# HTV-6
HTV-6 (inna nazwa Kounotori 6) – misja statku transportowego H-II Transfer Vehicle (HTV), wykonana przez JAXA w celu zaopatrzenia Międzynarodowej Stacji Kosmicznej.

## Przebieg misji
Start misji nastąpił 9 grudnia 2016 roku o 13:26:47 czasu UTC. Rakieta nośna H-IIB wystartowała ze statkiem HTV-6 z kompleksu startowego Yoshinobu Centrum Lotów Kosmicznych Tanegashima na wyspie Tanegashima. Kounotori 6 zbliżył się do ISS 13 grudnia 2016 i o 10:39 UTC został uchwycony przez mechaniczne ramię Canadarm2. Następnie został on przyciągnięty do portu dokującego w module Harmony i o 13:54 UTC nastąpiło jego cumowanie do stacji. 
13 grudnia 2016 o 19:44 UTC otworzono właz do statku HTV-6 i członkowie załogi Ekspedycji 50 weszli do części hermetycznej Kounotori 6. 14 grudnia 2016 o 07:44 UTC, przy pomocy manipulatora Canadarm2, przeniesiono platformę z ładunkiem z niehermetycznej części statku HTV-6 na Integrated Truss Structure.
27 stycznia 2017 roku o 10:59 UTC Kounotori 6 został odcumowany i odciągnięty od stacji przez Canadarm2. Odłączenie od manipulatora nastąpiło o 15:45 UTC. W ciągu kolejnych 7 dni HTV-6 miał wykonywać eksperyment z uwięzią elektrodynamiczną, jednak 31 stycznia media podały informację o problemach z rozwinięciem uwięzi, co doprowadziło do uznania eksperymentu za nieudany.
5 lutego 2017 pojazd wykonał trzy zapłony silników głównych, doprowadzające do jego kontrolowanej deorbitacji. HTV-6 spłonął w atmosferze około godziny 15:06 UTC.

## Ładunek
Statek HTV-6 wyniósł na orbitę ładunek o masie 5900 kg. W sekcji hermetycznej znajdowało się 3900 kg zaopatrzenia, w tym:
- specjalny dyspenser do umieszczania nanosatelitów w przestrzeni kosmicznej,
- 7 CubeSatów do umieszczenia w przestrzeni kosmicznej,
- system chłodzenia wnętrza stacji do przetestowania na ISS,
- Dozymetr do wyposażenia modułu Kibō,
- dwie kamery wysokiej rozdzielczości (4K i 2K) z możliwością rejestracji obrazu w nocy do umieszczenia na odsłoniętej platformie Kibō,
- system do oczyszczania powietrza stacji z dwutlenku węgla,
- 600 litrów wody pitnej dla załogi,
- pożywienie dla członków stałej załogi ISS.

W ładowni niehermetycznej Kounotori 6 znajdowało się sześć, ważących łącznie 1900 kg, akumulatorów litowo-jonowych, które zastąpią wysłużone akumulatory niklowo-wodorowe dotychczas wykorzystywane na ISS. Baterie znajdowały się na specjalnej platformie, która została przeniesiona przy pomocy Canadarm2 na strukturę kratownicową.
Oprócz zaopatrzenia dla stacji i CubeSatów Kounotori 6 zabrał ze sobą również urządzenia do prowadzenia badań po jego odcumowaniu od ISS:
- uwięź elektrodynamiczną, która zostanie rozłożona do 700 m i posłuży do badania jej mechanizmu napędowego w celu ograniczenia ryzyka uszkodzeń od śmieci kosmicznych (opis w j. angielskim),
- nową generację ogniw słonecznych.

Po rozładowaniu statku HTV-6 został on wypełniony śmieciami i niepotrzebnymi sprzętami, w tym zdemontowanymi akumulatorami niklowo-wodorowymi. Wszystkie te przedmioty spłonęły wraz ze statkiem podczas jego wchodzenia w atmosferę.

## Galeria

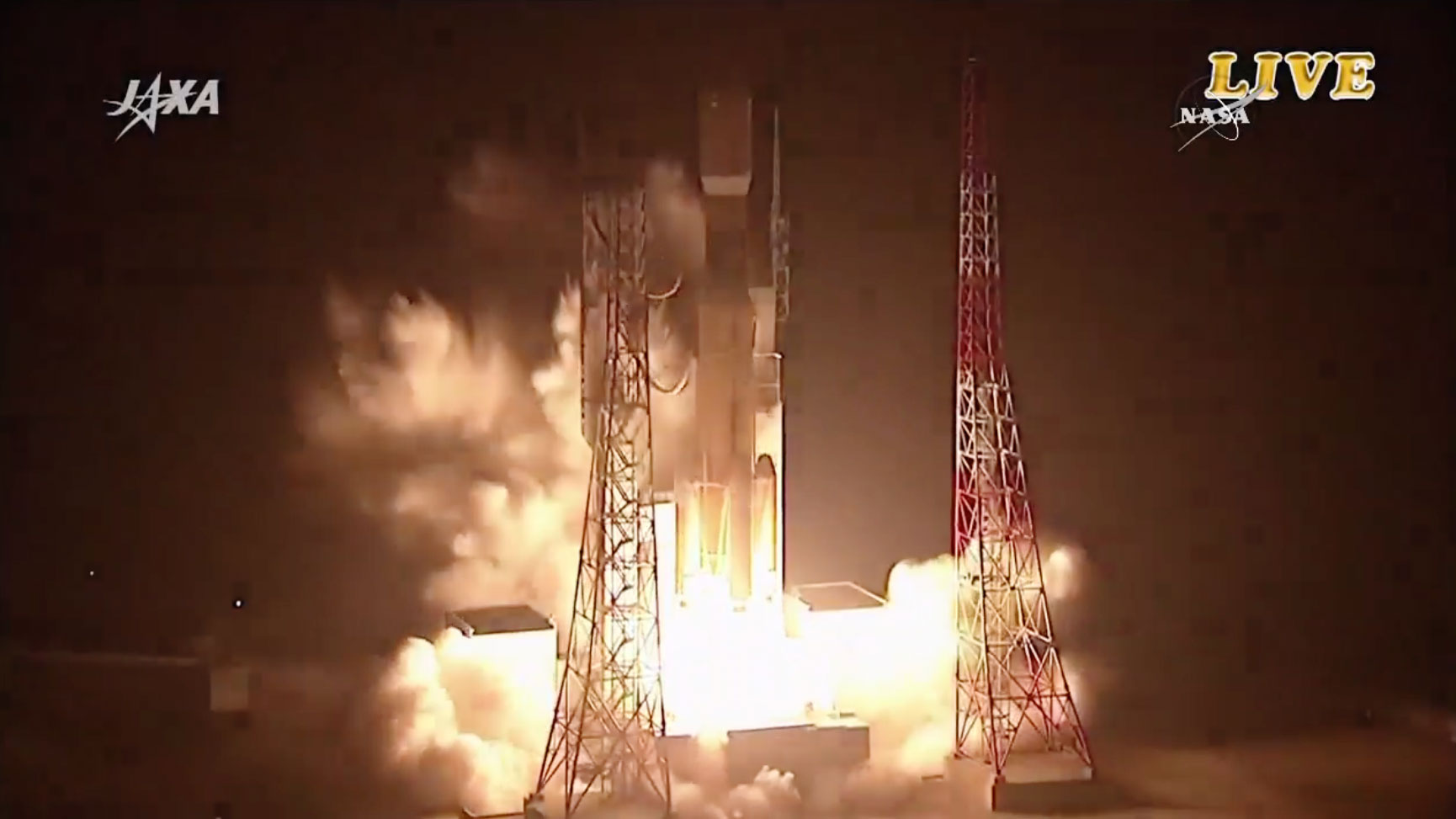
Start misji HTV-6
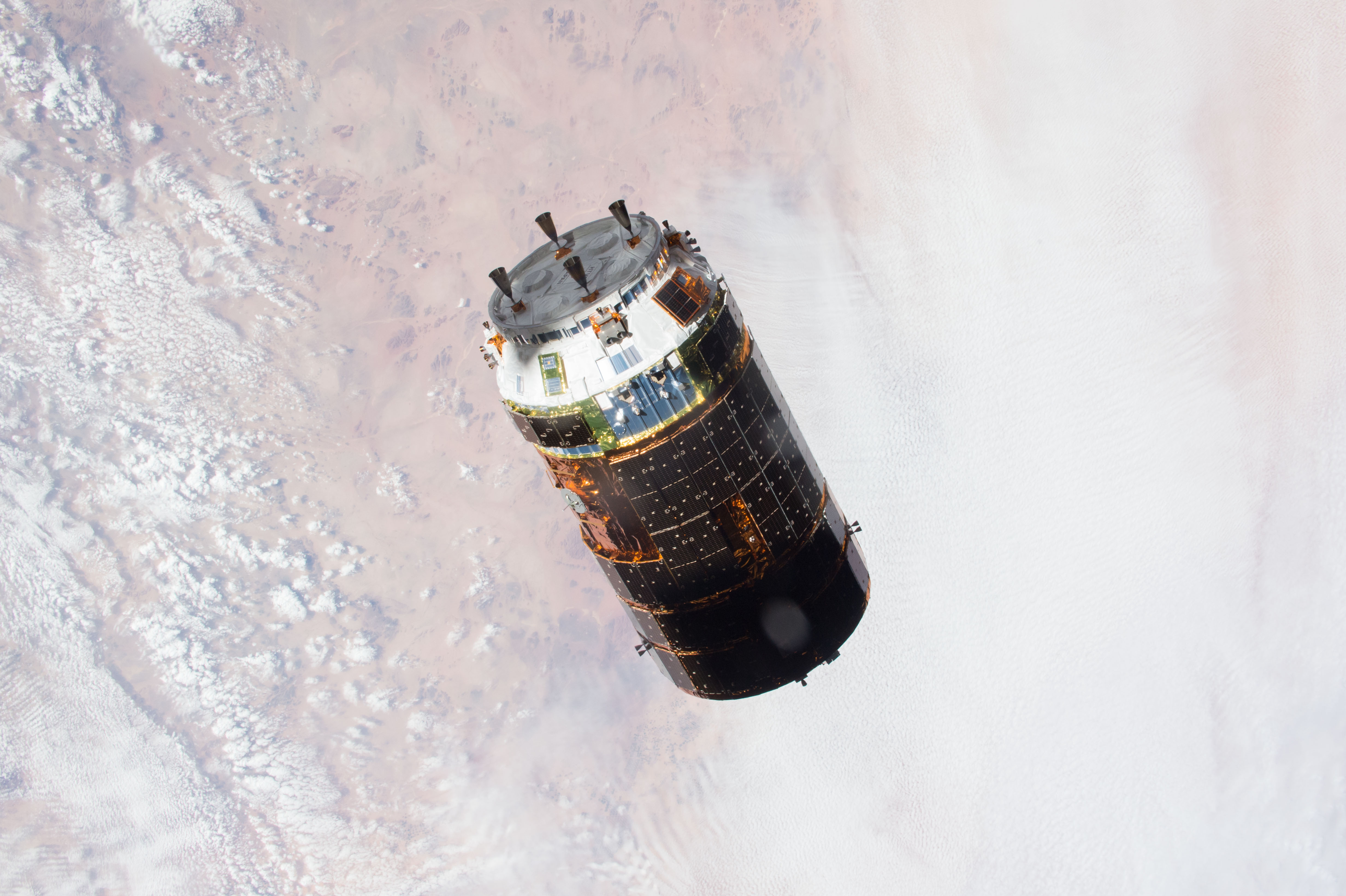
Kounotori 6 podczas zbliżania się do ISS
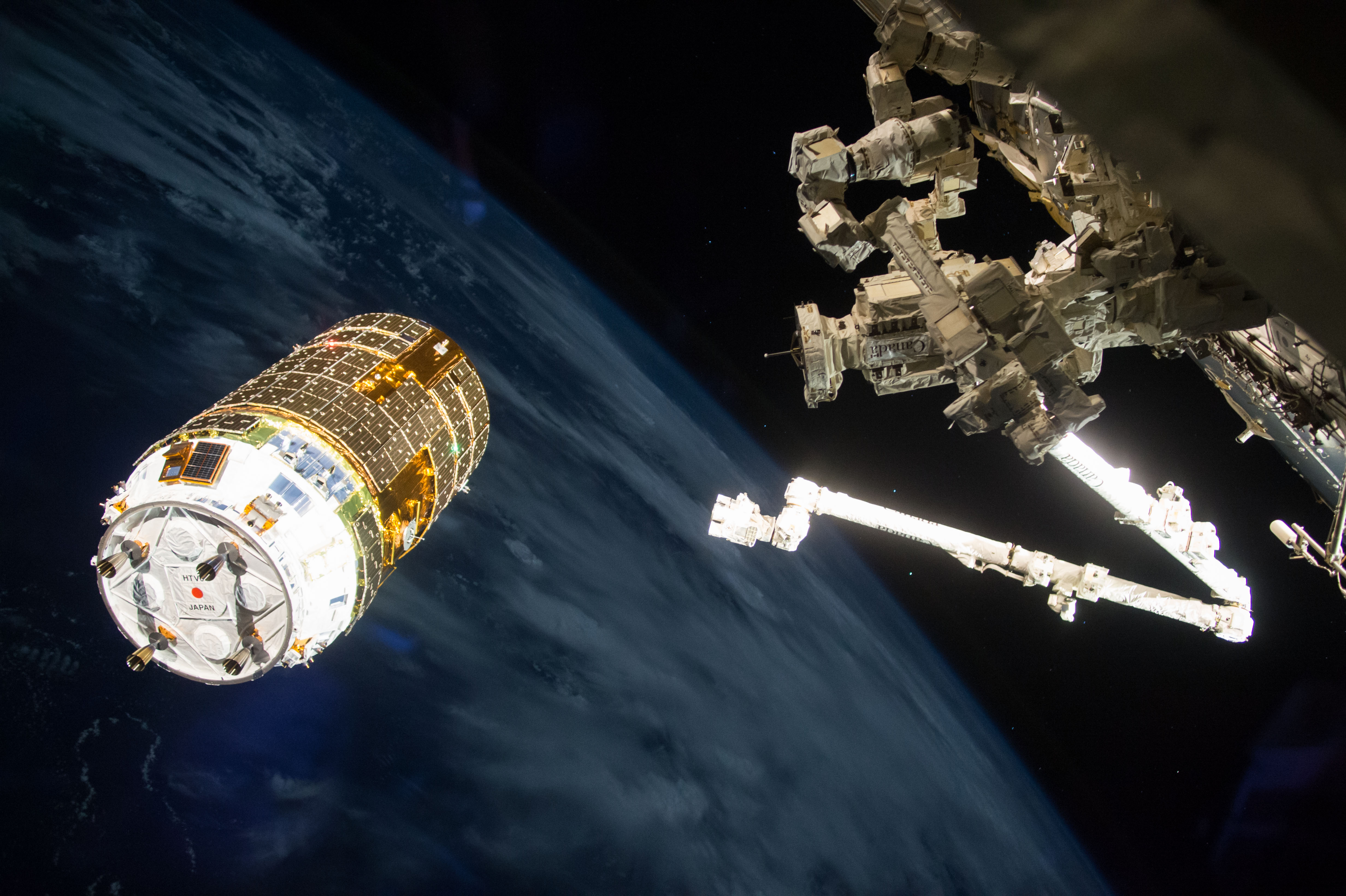
HTV-6 na chwilę przed uchwyceniem przez Canadarm2
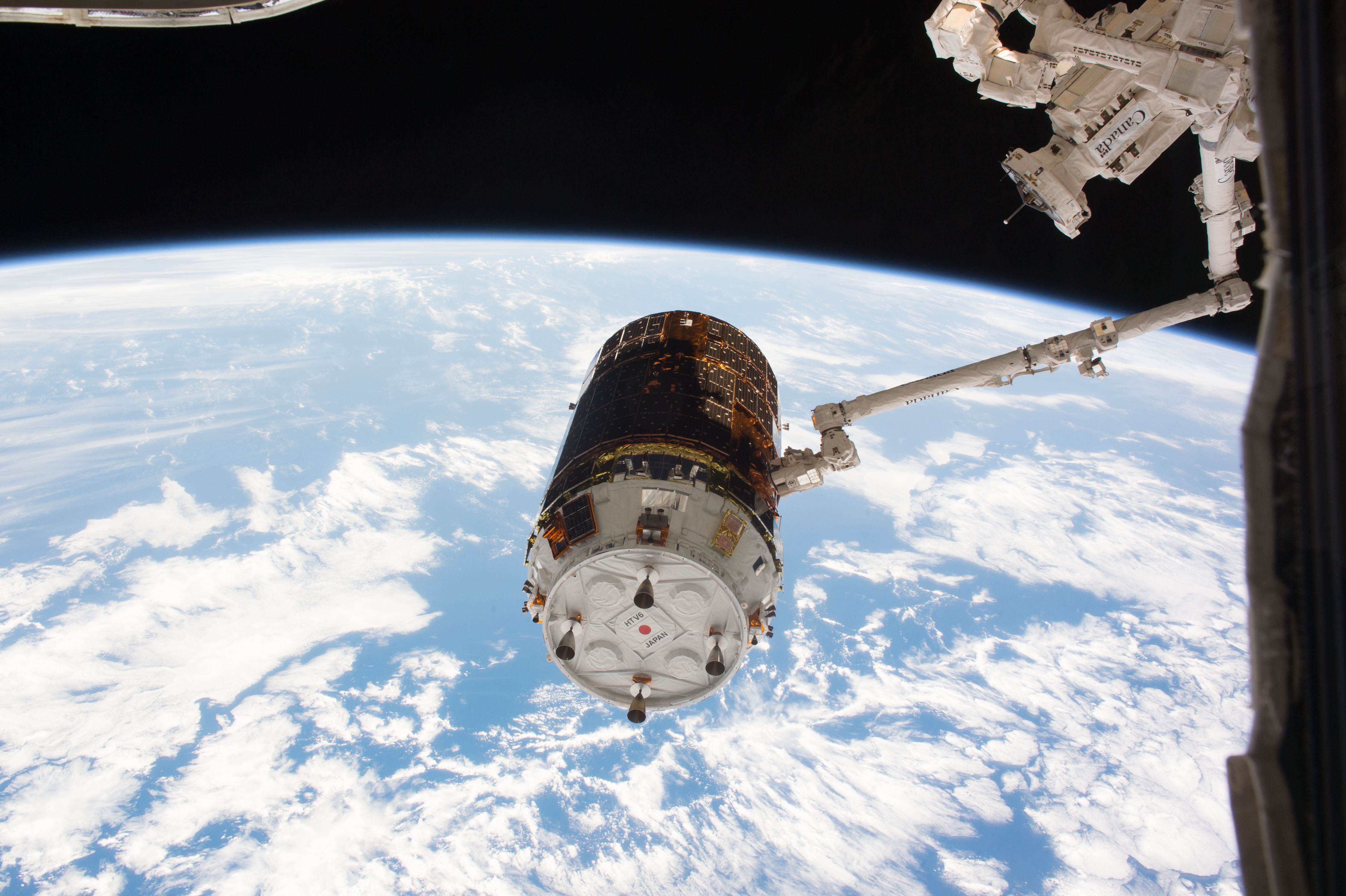
Statek HTV-6 podczas przyciągania do portu cumowniczego przez Canadarm2